# Gajes
Gajes is een Nederlands bier gebrouwen sinds 2015 door Bruut Bier in Amsterdam, in samenwerking met Brouwerij Bruusk in Tiel. Het betreft een tripel met een alcoholpercentage van 8,0%. Het bier heeft een stevig, hoppig karakter met een uitgesproken citrusprofiel en een bovengemiddelde bitterheid in de afdronk. Het fruitige aroma bevat tonen van citrus, kruiden en koriander, versterkt door drooghoppen met Europese en Amerikaanse C-hoppen.

## Onderscheidingen
In 2016 werd Gajes tijdens de Dutch Beer Challenge verkozen tot het 'Beste Bier van Nederland' en ontving het een gouden medaille in de categorie 'Zwaar Blond'. In de daaropvolgende jaren behaalde het bier meerdere zilveren medailles bij dezelfde competitie, waaronder in 2018, 2019, 2020, 2021 en 2023.